# 臺中州教化會館

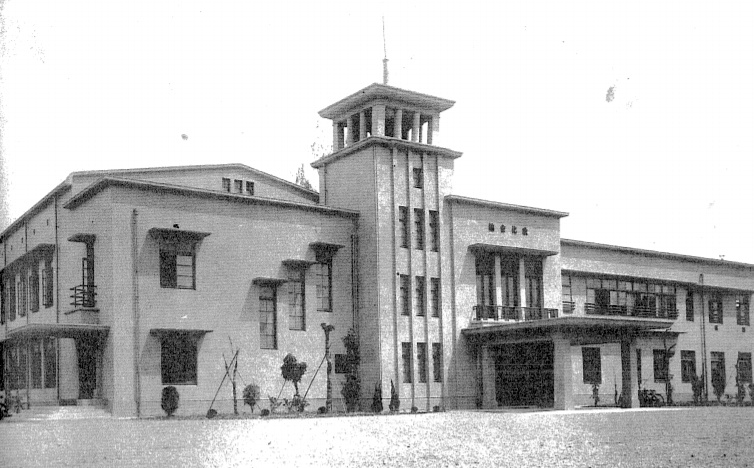
台中州教化會館正面

24°08′31″N 120°41′07″E / 24.141943°N 120.685333°E臺中州教化會館為臺灣日治時期1936年興建於臺灣臺中市的一棟建築，以舉行社會教育推廣與宣傳。戰後由國民政府接收作為空軍後勤部供應分站，1947年二二八事件時，與二七部隊展開激烈戰事，被稱為「教化會館之戰」。此建築於1975年後被拆除，原址為現今台中市公園路與繼光路口。

## 介紹
臺中州官方在1935年1月決定在臺中公會堂後方的州有地、原工藝傳習所所在（大正町七丁目），規劃興建綜合會館，與臺中公會堂和台中俱樂部位在同個街廓。此建築興建於1936年9月4日，在1937年4月30日完工，為一棟加強磚造的兩層樓的建築，並設一塔樓，整體建築呈不對稱的設計。其由臺中州土木課營繕係設計，且使用了臺灣煉瓦株式會社臺中工場生廠的磚。台中州教化會館的部分室內空間作為教育博物館與農產陳列館使用，其餘則是作為社會教育推廣與宣傳使用，包含放電影，舉辦音樂會等教化活動，以強化國民精神總動員運動與皇民化運動。
1945年二戰後，此建築由中華民國空軍進駐，1947年二二八事件曾發生軍民激烈戰事；至1975年空軍撤出前，期間曾有空軍技術局（今漢翔工業）、航空研究所（今中科院航空研究所）、空軍服務社等單位進駐，後改建為六層樓的台中公園大廈。